# Emile Thubron
Emile Thubron (The Boldons, 1861 - desc.) foi um atleta inglês que competiu em provas de motonáutica pela França.
Thubron é o detentor de uma medalha olímpica, conquistada na edição inglesa, os Jogos de Londres, em 1908. Nesta ocasião, conquistou a medalha de ouro na prova classe A aberta. Essa foi a primeira e última edição do esporte em Olimpíadas.